# ألفريد جون شووت
 ألفريد جون شووت (بالإنجليزية: Alfred Shout)‏ (و. 1881 – 1915 م) هو جندي نيوزلندي، ولد في ويلينغتون، ويحمل رتبة عسكرية نقيب، توفي في جاليبولي، عن عمر يناهز 34 عاماً.

## الخدمة العسكرية
خدم في الجيش البريطاني.

## جوائز
حصل على جوائز منها:
صليب فيكتوريا